# Claudia Koll
Claudia Maria Rosaria Colacione (n. 17 mai 1965, Roma, Italia), cunoscută drept Claudia Koll, este o actriță italiană.
1. ↑  Claudia Koll, Česko-Slovenská filmová databáze
2. ↑  „Claudia Koll”, Internet Movie Database, accesat în 9 iulie 2016